# دستور الإدارة الذاتية لشمال وشرق سوريا
دستور الإدارة الذاتية لشمال وشرق سوريا، يسمى رسميًا ميثاق العقد الاجتماعي، هو الدستور المؤقت لمنطقة الحكم الذاتي المعلنة ذاتيًا والمعروفة باسم الإدارة الذاتية لشمال وشرق سوريا. تم اعتماده في 29 يناير 2014، عندما أعلن حزب الاتحاد الديمقراطي (PYD)، الجناح السياسي لوحدات حماية الشعب (YPG) وأكبر حزب في منطقة الحكم الذاتي، المناطق الثلاث التي يسيطر عليها مستقلة عن الحكومة السورية. تنص المادة 12 على أن منطقة الحكم الذاتي تظل "جزءًا لا يتجزأ من سوريا"، متوقعًا الفيدرالية المستقبلية لسوريا.[بحاجة لمصدر][ بحاجة لمصدر ]
اكتسب الدستور الكثير من الاهتمام الدولي، وهو معروف بتأكيده الصريح على حقوق الأقليات، والمساواة بين الجنسين، وشكل من أشكال الديمقراطية المباشرة المعروفة باسم" الكونفدرالية الديمقراطية ".
وفي 27-28 يونيو/حزيران 2016، قدمت اللجنة التنفيذية لتنظيم دستور الإقليم، ليحل محل دستور 2014، مسودتها.

## خلفية

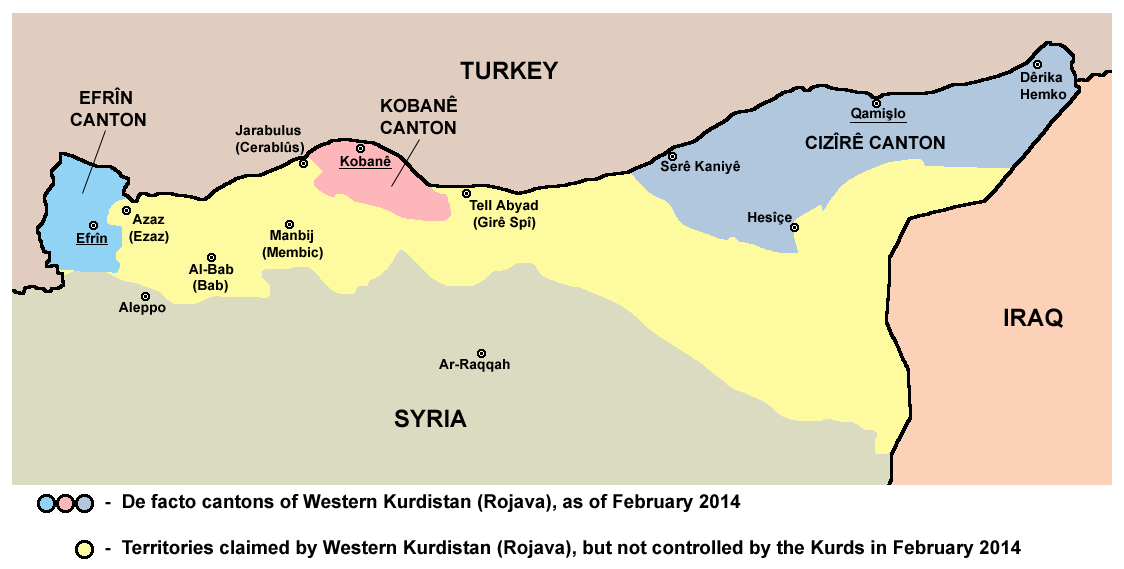
المناطق التي يسيطر عليها ويطالب بها الأكراد السوريون وحلفاؤهم (فبراير 2014).

عندما اندلعت الحرب الأهلية السورية في عام 2011، تجنبت الأحزاب الكردية السورية الانحياز إلى أي طرف. وعندما تراجعت قوات الحكومة السورية في منتصف عام 2012 لمحاربة المتمردين ومعظمهم من العرب في أماكن أخرى، سيطرت الجماعات الكردية تدريجياً. في 12 يوليو 2012، قام التحالفان السياسيان الرئيسيان في منطقة الحكم الذاتي، حركة المجتمع الديمقراطي (بما في ذلك حزب الاتحاد الديمقراطي (PYD)) والمجلس الوطني الكردي (KNC)، بتشكيل اللجنة العليا الكردية (KSC) باعتبارها الهيئة الحاكمة الشاملة. من الكانتونات الثلاثة المعلنة ذاتياً: عفرين وكوباني والجزيرة. وسرعان ما أصبح حزب الاتحاد الديمقراطي وجناحه المسلح وحدات حماية الشعب (YPG) القوة المهيمنة. وسرعان ما أعلن حزب الاتحاد الديمقراطي والأحزاب المتحالفة الأخرى في حركة المجتمع الديمقراطي عن حكومة مؤقتة من جانب واحد في نوفمبر 2013، كما تم تعيين لجنة لكتابة دستور انتقالي. ومع ذلك، في كانون الثاني/يناير 2014، اتفقت على تشكيل حكومة ائتلافية مع المجلس الوطني الكردي، لكن هذا الاتفاق لم يدم طويلاً.